# Dekamer
Dekamer v biologii a chemii označuje molekulu složenou z desíti menších podjednotek, tzv. monomerů, navzájem kovalentně vázaných, nebo i deset molekul vázaných slabšími mezimolekulárními interakcemi (iontovou vazbou, vodíkovými můstky nebo van der Waalsovými silami). Dekamery jsou speciálním případem oligomerů. Jsou-li podjednotky dekameru identické, nazývá se homodekamerem.